# Блажице
Блажице (слч. Blažice) насељено је мјесто са административним статусом сеоске општине (слч. obec) у округу Кошице-околина, у Кошичком крају, Словачка Република.

## Становништво
| Година:    | 1994. | 2004.    | 2014.    | 2024.   |
| ---------- | ----- | -------- | -------- | ------- |
| Број људи: | 395   | 496      | 600      | 655     |
| Разлика:   |       | +25,56 % | +20,96 % | +9,16 % |

| Година:    | 2023. | 2024.   |
| ---------- | ----- | ------- |
| Број људи: | 645   | 655     |
| Разлика:   |       | +1,55 % |

Према подацима о броју становника из 2011. године насеље је имало 567 становника.